# Finn Halvorsen
Finn Halvorsen, född 8 november 1893, död 11 september 1960, var en norsk författare och politiker.
Finn Halvorsen studerade teologi till 1915, då han blev journalist. Han var medarbetare i Morgenposten 1915–1927, varefter han övergick till Aftenposten, där han främst skrev om litteratur. Halvorsen visade tidigt intresse för högerradikala inriktningar, fascism och nazism, och vid tyskarnas ockupation av Norge 1940 ställde han sig på tyskarnas sida. Han blev 1940 byråchef i det quislingska Kultur- og folkeoplysningsdepartmentet och försvarade den nya regimen i pressen. Ett urval av hans artiklar från 1940–1943 utgavs 1943 under titel I kampens hete. Halvorsen utgav antologien Tyske diktere, lyrikk og prosa fra vår tid (1941). Efter Norges befrielse 1945 blev han häktad och dömdes 1946 till tolv års straffarbete. Halvorsen framträdde tidigt som skönlitterär författare. Han skrev först en del modernistiskt tillskurna romaner, I skriftestolen (1918), Kornmo (1919), Høstmanden (2 band, 1920–1921), Scirocco (1922), Den kolde vaar (1924), Svalerne (1926), I lysthuset (1928), Mot dag (1930) och En mann uten ansikt (1933), men skrev även dramatik, som uppförts på Nationaltheatret och även utomlands, bland annat i Sverige, Diktator (1933), Hyklere (1934, tryckt 1935), Hvepsebolet (1936), Abrahams offer (1938), en tragedi, Den fattige fra Assisi (1939), Før stormen (1942) och Høyenhall (1943).